# Liebe zu viert
Liebe zu viert (Originaltitel: Four’s A Crowd) ist eine US-amerikanische Screwball-Komödie von Michael Curtiz aus dem Jahr 1938. In den Hauptrollen spielen Errol Flynn, Olivia de Havilland, Rosalind Russell und Patric Knowles.

## Handlung
Der Millionenerbe Patterson „Pat“ Buckley beschließt, eine ihm gehörende Zeitung zu schließen. Jean, eine Reporterin des Blattes, deren Vater einst mit Buckleys Vater an der Zeitung gearbeitet hatte, möchte das verhindern. Sie schlägt Buckley vor, den ehemaligen Chefredakteur Bob Lansford wieder einzustellen. Patterson zögert, denn er hatte seinen alten Freund Lansford nach einem Streit persönlich gefeuert. Lansford, ein brillanter Journalist, zugleich ein hoffnungsloser Frauenheld, führt inzwischen eine PR-Agentur. Diese ist darauf spezialisiert, das schlechte Image von reichen Persönlichkeiten aufzupolieren. Zunächst hat Lansford offenbar kein Interesse an einer Rückkehr zur Zeitung, doch dann findet er heraus, dass Pat mit Lorri Dillingwell in einer Beziehung ist. Bob möchte Lorris Großvater, den exzentrischen Millionär John P. Dillingwell, unbedingt als Kunden gewinnen. Er hofft, über die charmante Lorri an den Großvater zu kommen, und flirtet mit ihr.
Bob steigt wieder als Chefredakteur in die Zeitung ein, als Bedingung verlangt er von Pat, dass dieser sich nicht in den Inhalt einmische. Bald startet Bob eine Zeitungskampagne, die Dillingwell als Menschenfeind präsentiert. Die reißerische Geschichte steigert nicht nur die Absatzzahlen, sondern nun erscheint es wirklich notwendig, das Image von Dillingwell aufzupolieren. Lorri trennt sich von Pat, da dieser die Zeitungskampagne gegen ihren Großvater nicht gestoppt hatte.
Bob verlässt die Zeitung wieder und möchte Dillingwell erneut als Kunden zu gewinnen, doch der lehnt abermals ab, denn ihm sei sein Image egal. Bob wird von Dillingwell zu einem Rennen mit Spielzeugeisenbahnen auf seinem großzügigen Anwesen herausgefordert. Als Dillingwell erkennt, dass Bob erfolgreich geschummelt hat, ist er von dem jungen Mann so begeistert, dass er auf Bobs Vorschläge eingeht. Zwischen Lorri Dillingwell und Bob könnte sich eine romantische Beziehung entwickeln. Durch Erzählungen von Bob glaubt Pat unterdessen, dass Jean in ihn verliebt sei. Tatsächlich aber hegen Bob und Jean Gefühle füreinander, wie sie sich einmal gestehen.
Dillingwell stimmt zu, einen Millionenbetrag in eine Stiftung zu investieren – dabei soll der Öffentlichkeit nur langsam und auf subtile Weise enthüllt werden, dass Dillingwell der Stifter ist, damit es ehrlicher wirkt und einen größeren Effekt hat. Die Stiftung läuft daher zunächst unter dem Namen H. Lewis Brown Foundation. Bob überzeugt Dillingwell, unter diesem Namen ein Grundstück für die Stiftung zu kaufen, welches Pat eigentlich erwerben wollte und für das er schon feste Pläne hatte. Pat bittet Jean darum, die seltsamen Vorgänge um das Grundstück zu recherchieren. In Harlem findet Jean den Schuhputzer H. Lewis Brown, dessen Namen Bob offenbar für die Stiftung verwendet hatte. Pats Zeitung versucht Bob Lansford als Schwindler darzustellen. Bob schweigt zu den Vorwürfen, da er Dillingwells geplante Spende nicht gefährden will, der ja eigentlich zunächst als Spender anonym bleiben will.
Jean erfährt, dass Dillingwell hinter der Spende steckt. Bob versucht zu verhindern, dass sie diese Information an ihre Zeitung weitergibt. Er verfolge mit seiner PR-Agentur auch ehrenhafte Ziele und wolle reiche Menschen dazu bringen, Gutes mit ihrem Geld zu tun. Jean ist davon berührt, fühlt sich als Reporterin aber trotzdem der Enthüllung der Story verpflichtet. Bob äußert, Jean könne ja ihren Freund Pat heiraten, um dann mit ihrem Einfluss als Frau des Herausgebers zu verhindern, dass die Geschichte gedruckt werde. Jean liebt Bob und ist daher enttäuscht von dessen Vorschlag. Sie eilt zu Pat, um ihn aus Trotz so schnell wie möglich zu heiraten. Bob fragt Lorri ebenfalls, ob sie heiraten wollen. Beide Paare eilen binnen Stunden zu demselben Friedensrichter. Dort finden sich nach vielen Streitereien schließlich die richtigen Paare – Bob heiratet Jean, Lorri heiratet Pat.

## Hintergründe
Als Vorlage des Films diente die Erzählung All Rights Reserved von Wallace Sullivan. Für das berufliche Handeln von Bob Lansford diente offenbar Ivy Lee als Vorbild, einer der Begründer der modernen Public Relations, der unter anderem das Image der Rockefeller-Familie aufbesserte.
Produzent Hal B. Wallis und Regisseur Michael Curtiz hatten bereits im selben Jahr den heute wesentlich bekannteren Abenteuerklassiker Robin Hood, König der Vagabunden gedreht. In diesem hatten die Hauptdarsteller Errol Flynn (Robin Hood), Olivia de Havilland (Lady Marian) und Patric Knowles (Will Scarlet) zusammengespielt. Zunächst war aber nicht Curtiz, sondern William Dieterle als Regisseur vorgesehen. Für Olivia de Havilland und Errol Flynn, die als Leinwandpaar in insgesamt acht Filmen agierten, war es der erste und einzige gemeinsame Ausflug in das Screwball-Genre. Mit Rosalind Russell wurde eine erfahrene Komödien- und Musicalfilmdarstellerin von Metro-Goldwyn-Mayer für die vierte Hauptrolle ausgeliehen.
Die Komödie feierte am 3. September 1938 ihre US-Premiere, nach einer Weltpremiere im August. Im deutschsprachigen Raum feierte der Film erst am 9. November 1977 in einer Fernsehausstrahlung in der BRD Premiere.

## Kritiken
Die Kritiken zum Film fielen durchwachsen aus. So schrieb eine Zeitung, der Film sei der schlechteste des Jahres und wenn nicht, dann nur um Haaresbreite. Die Rollen werden als schwach betrachtet und die Hauptdarsteller würden wie „Flüchtige aus dem Irrenhaus“ agieren. Dabei würden sie auch noch denken, dass sie witzig wären, was sie aber keineswegs seien. Flynn solle nur noch Abenteuerfilmen drehen und Russell sollte überzeugt sein, dass ihr eigentliches Studio MGM für sie besser sei. Knowles und De Havilland solle man vergeben, denn sie wüssten sowieso nicht, was sie tun. Andere Kritiker benutzten für den Film Bezeichnungen wie „verrückt“ und „turbulent“. Der Film habe nur ein Ziel, nämlich die Zuschauer zum Lachen zu bringen.
In einer deutschen Kritik lobt Cinema zwar die Dialoge, die für den Zuschauer jedoch zum Ende ermüdend werden würden. Was damals frech gewesen sei, wirke heute leicht angestaubt. Das Lexikon des Internationalen Films schrieb: „Alte, streckenweise noch immer recht frische und muntere Hollywood-Komödie über Irrungen und Wirrungen im Zeitungs- und Millionärsmilieu.“
In einer Kritik aus dem 21. Jahrhundert meint Dennis Schwartz, Four's a Crowd sei eine „altmodische, leichtherzige und romantische Screwball-Komödie“, die so „dumm wie energiegeladen“ sei. Die Komödie sei insgesamt wenig originell und ende in einem „Wirbelwind von Nonsens“, der nicht witzig oder geistreich, wenn auch liebenswürdig sei. Auch der All Movie Guide bemängelte fehlende Originalität, es handele sich um einen Aufguss der zwei Jahre zuvor erschienenen Komödie Lustige Sünder. Dennoch sei Four’s a Crowd „temporeich“ und biete immerhin einige Lacher.